# Mallotoblatta brachyptera
Mallotoblatta brachyptera är en kackerlacksart som beskrevs av Adelung 1903. Mallotoblatta brachyptera ingår i släktet Mallotoblatta och familjen småkackerlackor.
Artens utbredningsområde är Etiopien. Inga underarter finns listade i Catalogue of Life.